# Meteorit von Ybbsitz
Koordinaten: 47° 57′ 36″ N, 14° 53′ 24″ O
Der Meteorit von Ybbsitz ist ein bei geologischen Kartierungsarbeiten entdeckter Meteorit bei Ybbsitz im westlichen Niederösterreich (Fundstelle: 14° 54′ 25″ E, 47° 56′ 13″ N). Der 14,6 Kilogramm schwere H4-Chondrit befand sich am Nordhang des Prochenbergs auf 650 m ü. A. Das 11,9 Kilogramm schwere Hauptstück des Meteoriten befindet sich heute im Naturhistorischen Museum in Wien.

## Fundgeschichte
Für die geologische Neubearbeitung der Österreichischen Karte 1:50.000 durch die Geologische Bundesanstalt (GBA) erfolgten am 17. September 1977 Kartierungsarbeiten am Prochenberg bei Ybbsitz im westlichen niederösterreichischen Alpenvorland. Um eine Abgrenzung verschiedener geologischer Einheiten in diesem Bereich vorzunehmen, erfolgte eine genauere Bestandsaufnahme des örtlich anstehenden Gesteins. Dabei stach ein nicht-anstehendes Gesteinsstück aufgrund seiner Farbe und seines hohen Gewichts besonders hervor. Die dunkle Färbung ließ unmittelbar auf ein ultrabasisches Gestein schließen, was jedoch mit den geologischen Verhältnissen an der Fundstelle, die im Ausbiss der Frankenfelser- und Lunzer Decke der Nördlichen Kalkalpen liegt, nicht vereinbar war. Um eine nähere Bestimmung im Labor vornehmen zu können, wurde aus dem Stück eine Probe herausgeschlagen und daraus ein Dünnschliff angefertigt. 
Die anschließende Untersuchung des Dünnschliffs an der Universität Salzburg im Jahr 1979 erbrachte rasch die Erkenntnis des extraterrestrischen Ursprungs. Die Bruchflächen des in Ybbsitz aufgefundenen Stückes ließen darauf schließen, dass es sich bei dem Fund nur um ein Bruchstück eines ehemals größeren Körpers handelt, der noch vor dem Impakt in mindestens drei größere Stücke zerfallen sein musste. Eine Suche im Umfeld der Einschlagstelle für die weiteren Teile des Meteoriten blieb jedoch erfolglos. Der Fund sorgte in Zeitungen für Schlagzeilen.
Der ORF brachte am 2. Juni 1980 in der Sendung Wissen aktuell einen Beitrag über den Meteorit von Ybbsitz. Das Hauptstück des Ybbsitzer Meteoriten wurde im Jänner 1981 von der Geologischen Bundesanstalt dem Naturhistorischen Museum in Wien als Geschenk überlassen, wo er seitdem in dessen Meteoritensammlung  öffentlich zugänglich ist. Naturgetreue Abgüsse befinden sich in der Geologischen Bundesanstalt sowie in der Marktgemeinde Ybbsitz. Es war zum Zeitpunkt des Fundes der sechste Meteorit, der auf dem Gebiet des heutigen Österreich gefunden wurde und der erst zweite ohne Fallbeobachtung.

## Fallzeit und Alter
Es liegen keinerlei gesicherte Zeugenberichte über den Zeitpunkt des Falles vor. Aus dem Ausmaß des Verwitterungszustandes der Meteoritenoberfläche wurde ursprünglich auf ein Fallereignis vor einigen Jahrzehnten vor dem Fund geschätzt. Vage Hinweise aus der Bevölkerung, die von hellen Erscheinungen berichteten, deuten auf eine Fallzeit in den 1950er Jahren hin. Durch Oberflächenexpositionsdatierung und der Analyse der kosmogenen Radionuklide ließ sich ableiten, dass der Meteorit zumindest vor 1970 fiel. Der Ybbsitzer Meteorit ist im Asteroidengürtel vermutlich durch eine einzige Kollision aus dem Mutterkörper herausgebrochen. Dieses Ereignis fand vor ca. 1,5–1,7 Millionen Jahren statt.

## Mineralchemie und Petrologie
Der Ybbsitzer Meteorit wird aufgrund seines Mineralbestandes aus hauptsächlich Olivin und Pyroxen als H-Chondrit klassifiziert. Übereinstimmend mit dieser Zuteilung steht der im Meteoriten enthaltene Gehalt an Kamacit. Das chondritische Gefüge mit deutlicher Unterscheidbarkeit zwischen Matrix und Chondren in Zusammenhang mit dem relativ einheitlichen Chemismus der Olivine und Pyroxene, ermöglicht die Zuordnung des Meteoriten in die petrologische Klasse 4. Der Ybbsitzer Meteorit wird in der Fachliteratur deshalb als H4-Chondrit eingestuft.